# Velîkîi Karabciiv, Horodok
Velîkîi Karabciiv (în ucraineană Великий Карабчіїв) este localitatea de reședință a comunei Velîkîi Karabciiv din raionul Horodok, regiunea Hmelnîțkîi, Ucraina.

## Demografie
Componența lingvistică a localității Velîkîi Karabciiv
     Ucraineană (99,44%)
     Alte limbi (0,56%)
Conform recensământului din 2001, majoritatea populației localității Velîkîi Karabciiv era vorbitoare de ucraineană (99,44%), existând în minoritate și vorbitori de alte limbi.